# Teuvo Hakkarainen
Teuvo Mauno Kalervo Hakkarainen, född 12 april 1960 i Viitasaari, är en finländsk politiker (sannfinländare), som är ledamot av Europaparlamentet, före detta riksdagsman och företagare inom sågverksindustrin. Han valdes i 2011 års riksdagsval av Mellersta Finlands valkrets med 3 371 röster.
Fram till december 2017 var Hakkarainen partiets andra vice ordförande, men efter att i berusat skick våldfört sig på en riksdagsledamot från ett annat parti och ställt till med förödelse i ett tredje partis grupprum fick han allvarlig varning av det egna partiets riksdagsgrupp och fick lämna posten.
I Europaparlamentsvalet 2019 blev Hakkarainen invald med 29 083 röster från hela landet och ersattes som riksdagsledamot av Toimi Kankaanniemi.
Hakkarainen är ledamot i utskottet för miljö, folkhälsa och livsmedelssäkerhet och suppleant i delegationen för förbindelserna med länderna i Centralamerika och delegationen till den parlamentariska församlingen EU-Latinamerika.